# Puente de Cernadela
El puente de Cernadela es un puente que cruza el río Tea a su paso por el lugar de Ceo de Cernadela, en la parroquia de Riofrío del municipio pontevedrés de Mondariz (España). De origen romano, el actual puente data del siglo XV, con sucesivas restauraciones.

## Historia
El primer puente se construyó para cruzar el río Tea durante el dominio romano de Gallaecia. Prueba de ello es la aparición de restos cerámicos y una estela antropomorfa de la época en el año 1958, con una inscripción de la Vía XVIII (itinerario de Antonino Pío), que unía dos de las capitales de Gallaecia: Brácara (hoy Braga ) con Astúrica (hoy Astorga). El puente actual es prácticamente el diseño del siglo XV, con importantes restauraciones en los siglos XVII y XVIII, por lo que ya no se perciben las piedras romanas originales. En los últimos siglos, la construcción sirvió también como puerta de entrada a las distintas ferias.
Al igual que los otros grandes puentes del Tea (de los Remedios, de las Partidas y de Fillaboa), el puente está rodeado de leyendas y ritos ancestrales como el bautismo anticipado.

## Descripción
Puente en arco de fábrica de cantería de granito de Perpiaño . Tiene cinco arcos perfectos de medio punto, excepto el central (y mayor), que es ojival o de medio punto apuntado. El tablero, algo curvado, tiene una longitud total de 70 m . En los dos pilares junto al arco apuntado central, hay dos tajamares aguas arriba, para cortar la corriente y estabilizar el puente ya que el caudal del Tea es importante y suele tener crecidas en invierno. Todavía se conserva el camino de entrada original de losas y los petriles de granito.

## Entorno
Aguas arriba hay una playa fluvial en plena Red Natura 2000 (del río Tea). También se conservan restos del antiguo camino que conducía al puente. También hay antiguas construcciones junto al puente que servían de posadas para los carruajes que transitaban por la ruta. Cerca del puente también hay un gran molino de agua con tres bóvedas (Molino del Cubo).

## Conservación
El estado de conservación del puente es muy bueno. En 2012, el Ayuntamiento de Mondariz se dirigió a la Xunta de Galicia para iniciar los trámites legales para incluir el puente en la categoría de Bien de Interés Cultural junto con los grabados rupestres de Gargamala.